# Affengans

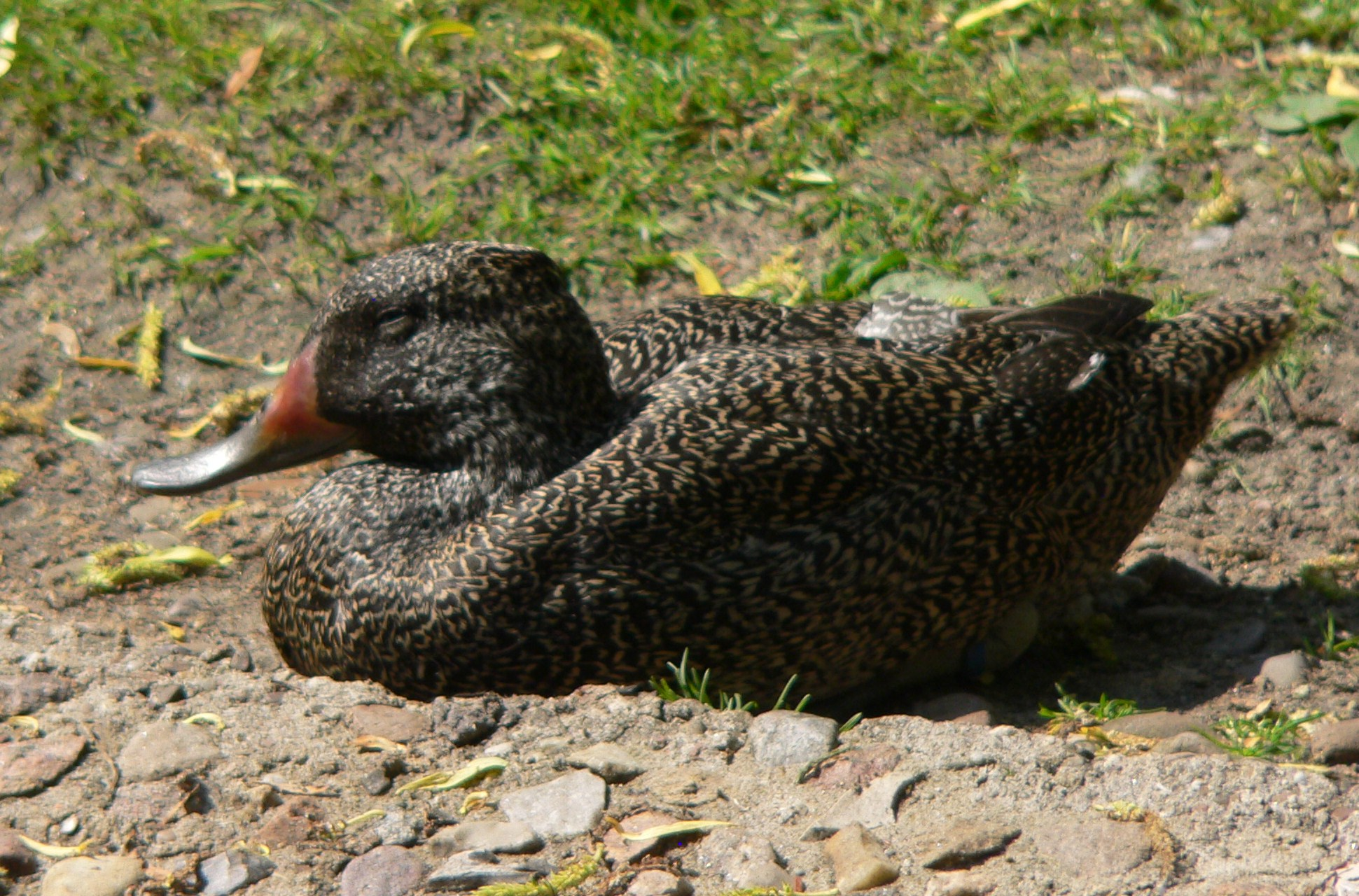

Die Affengans (Stictonetta naevosa), manchmal auch Affenente, Pünktchenente oder Pünktchengans  genannt, ist eine Vogelart aus der Familie der Entenvögel (Anatidae). Sie ist die einzige Art einer eigenen Unterfamilie Stictonettinae und kommt ausschließlich in Australien vor. Die Affengans sieht aufgrund ihrer ziemlich kurzen Beine eher wie eine Ente aus, gilt aber u. a. aus morphologischen Gründen als näher mit den Echten Gänsen und Schwänen verwandt.
Die IUCN stuft die Affengans als nicht gefährdet (least concern) ein. Der Bestand wird auf 11.000 bis 26.000 geschlechtsreife Individuen geschätzt.

## Aussehen
Affengänse erreichen eine Körperlänge von 51 bis 56 Zentimetern, die Flügelspannweite beträgt 77 bis 82 Zentimeter. Der Sexualdimorphismus ist nicht sehr stark ausgeprägt. Männchen sind grundsätzlich etwas größer und wiegen durchschnittlich 980 Gramm, während Weibchen ein Gewicht von 840 Gramm haben. Der Schnabel ist beim Weibchen durchgehend schiefergrau, das Männchen entwickelt in der Brutsaison einen leuchtend rötlichen Schnabelansatz. Beide Geschlechter haben gewöhnlich ein unauffällig graubraun-geflecktes Gefieder mit verteilten kleinen weißen Flecken. Adulte Affengänse durchlaufen die Vollmauser nach beendeter Brut. Das Kleingefieder wird außerdem gegen Ende der Ruheperiode vermausert. 
Frisch geschlüpfte Küken der Affengans sind einfarbig grau. Auf der Bauchseite und unter den Flügeln ist das Gefieder aufgehellt und fast weiß. Der Oberschnabel ist graublau und wird zur Basis hin fast blau. Der Nagel ist rosa, der Unterschnabel ist blassrot. Die Füße sind blaugrau, die Schwimmhäute sind bräunlich und die Iris ist dunkelbraun. Jungvögel ähneln den adulten, sind aber durchgehend heller. Die bei adulten hellbraune oder weiße Fleckung ist bei ihnen lehmgelb. Ungewöhnlich für Entenvögel ist, dass die Jungvögel der Affengans bereits im Alter von 6 Monaten eine Vollmauser durchlaufen.

## Typische Verhaltensweisen
Affengänse sind regelmäßig in Trupps zu beobachten. Während des Tages ruhen sie oft auf Sand- und Schlammbänken oder auf im Wasser liegenden Baumstämmen oder Felsen. Ruhende Affengänse nehmen häufig eine sehr aufrechte Körperhaltung ein, der Kopf ist dabei unter einen Flügel gesteckt. 
Schwimmende Affengänse liegen sehr hoch im Wasser. Sie tauchen nur, wenn sie ihr Gefieder putzen oder wenn sie versuchen, einem Prädator zu entkommen. An Land sind sie sehr beweglich, weisen jedoch beim Laufen die schwankende Körperbewegung auf, die für viele Entenvögel typisch ist. Beim Auffliegen vom Wasser benötigen sie einen kurzen Anlauf und gewinnen in der Regel nur langsam an Höhe. Im Flug zeigen sie einen sehr schnellen Flügelschlag, der Hals ist weit nach vorne gestreckt. Grundsätzlich sind Affengänse nicht sehr ruffreudig.

## Verwechslungsmöglichkeiten

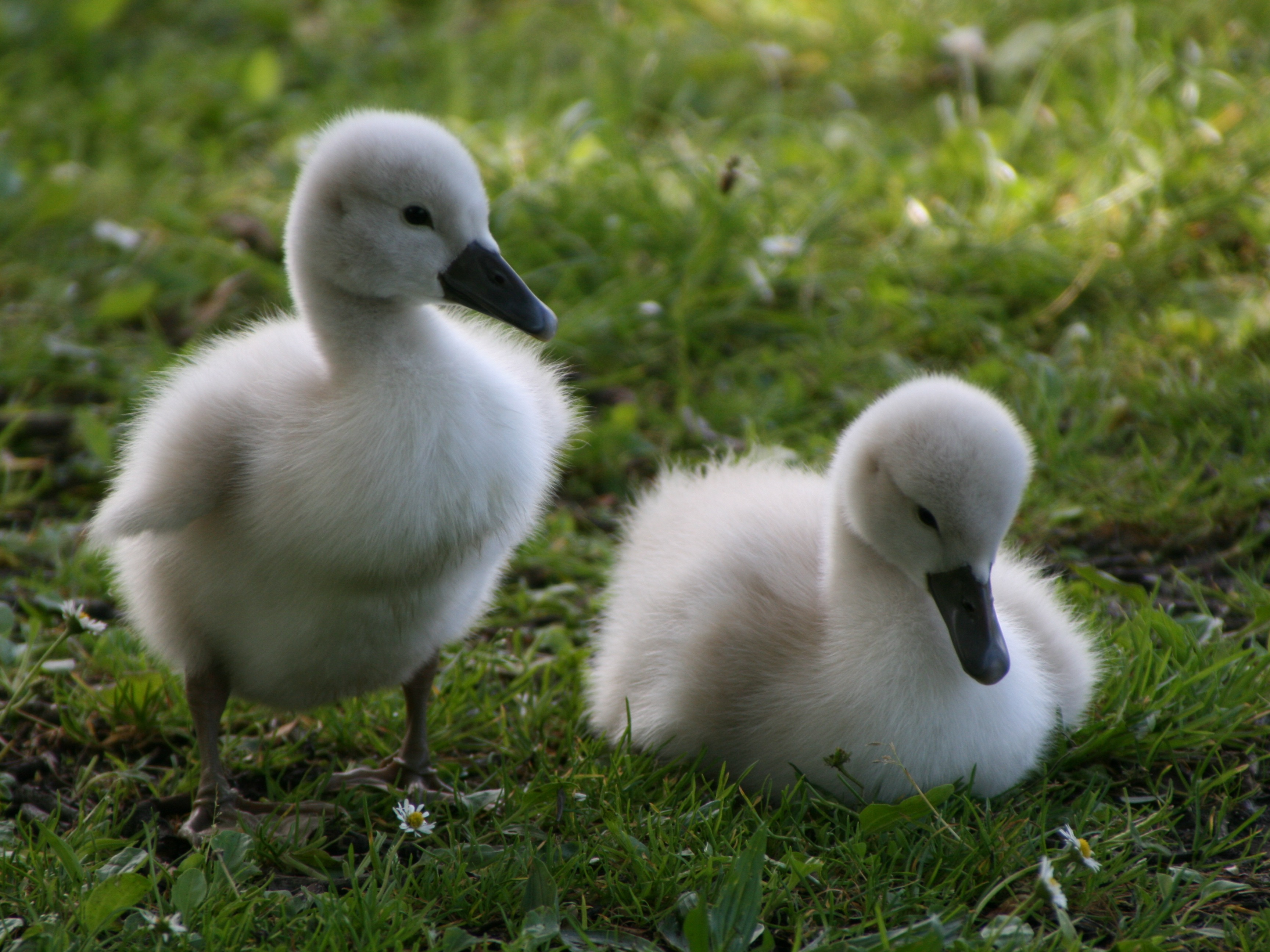
Küken des Höckerschwans, sie können mit Küken der Affengänse verwechselt werden

Die Affengans ist auf Grund ihres einheitlichen Gefieders und ihres Körperbaus im Verbreitungsgebiet mit kaum einer anderen Art zu verwechseln. Größenmäßig entspricht die Affengans der Augenbrauenente und der Tasmanmoorente und kann bei schlechteren Sichtverhältnissen mit beiden Arten verwechselt werden. Von der Augenbrauenente kann die Affengans vor allem durch das Fehlen jeglicher Farbabzeichen am Kopf unterschieden werden. Die Tasmanmoorente weist ebenfalls ein weitgehend einheitlich gefärbtes Gefieder auf. Sie unterscheidet sich durch das rundere Kopfprofil, den braunen Farbton ihres Gefieders und durch die helle Schnabelbinde. Männchen der Tasmanmoorente haben außerdem sehr helle Augen. Im Flug sind bei Tasmanmoorenten die weißen Unterflügel gut sichtbar.
Die Dunenküken der Affengänse können mit denen des Höckerschwans und des Schwarzschwans verwechselt werden. Die Küken der Affengans sind jedoch etwas dunkler und haben einen bläulichen, nicht schwarzen Schnabel. Bei Küken des Schwarzschwans verläuft außerdem ein schwarzer Streif vom Schnabel bis zu den Augen. 

## Verbreitung und Lebensraum
Die Affengans ist ein Entenvogel der gemäßigten Klimazone und kommt nur im südöstlichen Australien und im Südwesten Westaustraliens vor, in Dürrejahren auch in Küstengebieten. Irrgäste erreichen gelegentlich auch Tasmanien. Ihr Lebensraum sind vegetationsreiche Sumpf- und Marschgebiete, überschwemmtes Buschland und Küstenlagunen. Die Ufer der Gewässer, an denen Affengänse vorkommen, sind häufig dicht mit Drahtsträuchern, Kasuarinen, Liebesgräsern, Leptospermum sowie Myrtenheiden bewachsen. 

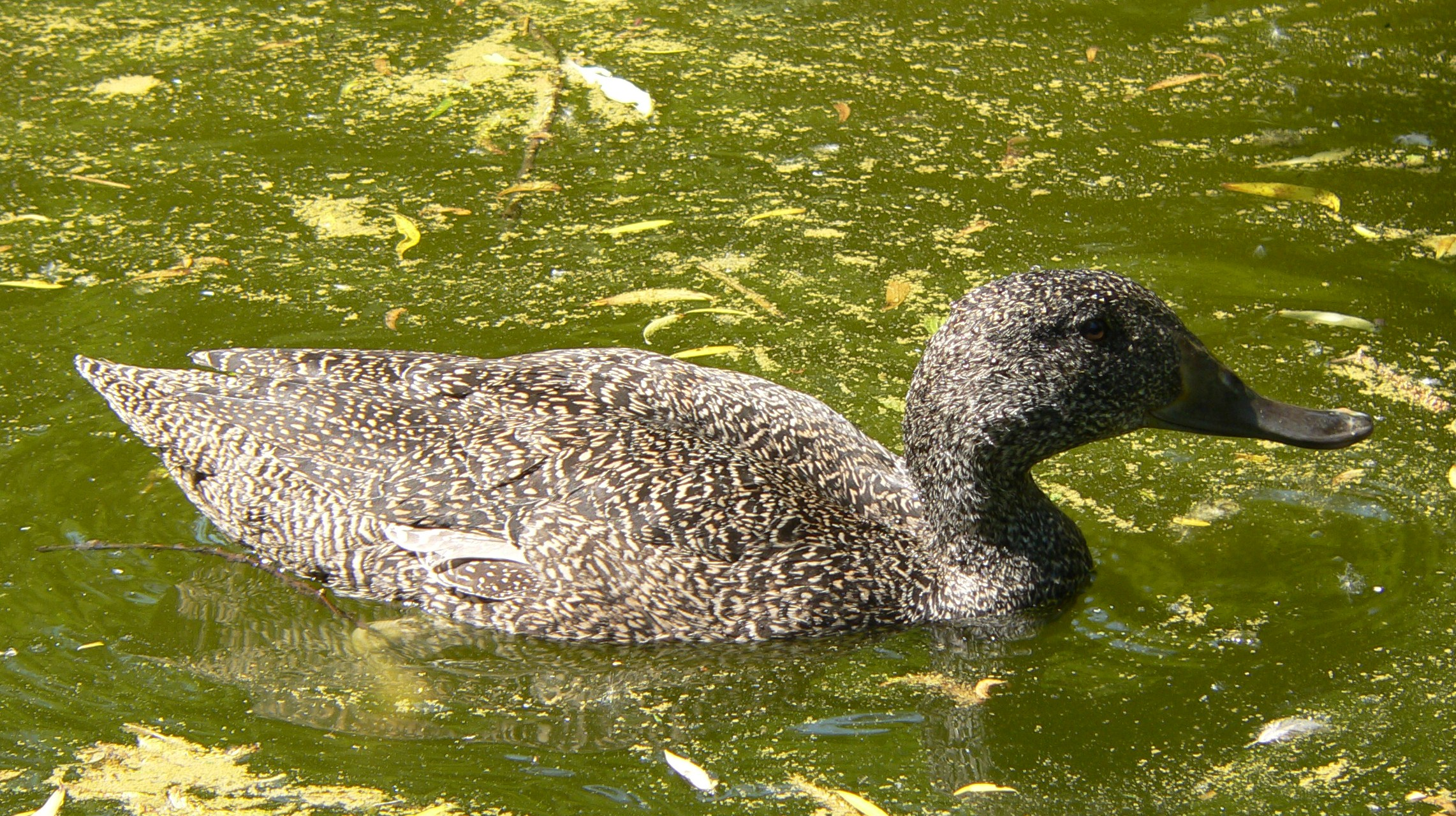

In der Trockenzeit wandern Affengänse in kleinen Trupps unstet umher und finden sich dann auch auf größeren Seen mit einer Wasserfläche von mehr als 100 Hektar ein, wo es zu Ansammlungen von mehreren hundert Individuen kommt. Kommt es im Binnenland auf Grund starker Regenfälle zu weiträumigen Überflutungen, werden diese Regionen sehr schnell besiedelt. Es kommt nach solchen Jahren dann häufig zu einem deutlichen Bestandsanstieg.

## Nahrung
Die Nahrung besteht hauptsächlich aus Algen und Bestandteilen von Wasserpflanzen, aber auch aus Zooplankton, Würmern, Insekten und sogar kleinen Fischen. Da Affengänse nur gründeln, aber nicht während der Nahrungssuche tauchen, halten sie sich gewöhnlich in Gewässerzonen mit einer Tiefe von weniger als 0,7 Meter auf. Beim Nahrungserwerb durchseiht die Affengans im Vorwärtsschreiten unter seitlicher Pendelbewegung des Kopfes das Wasser jeder Pfütze oder durchpflügt die Wasseroberfläche im Schwimmen mit dem Schnabel, um so treibende Nahrung aufzunehmen.

## Fortpflanzung

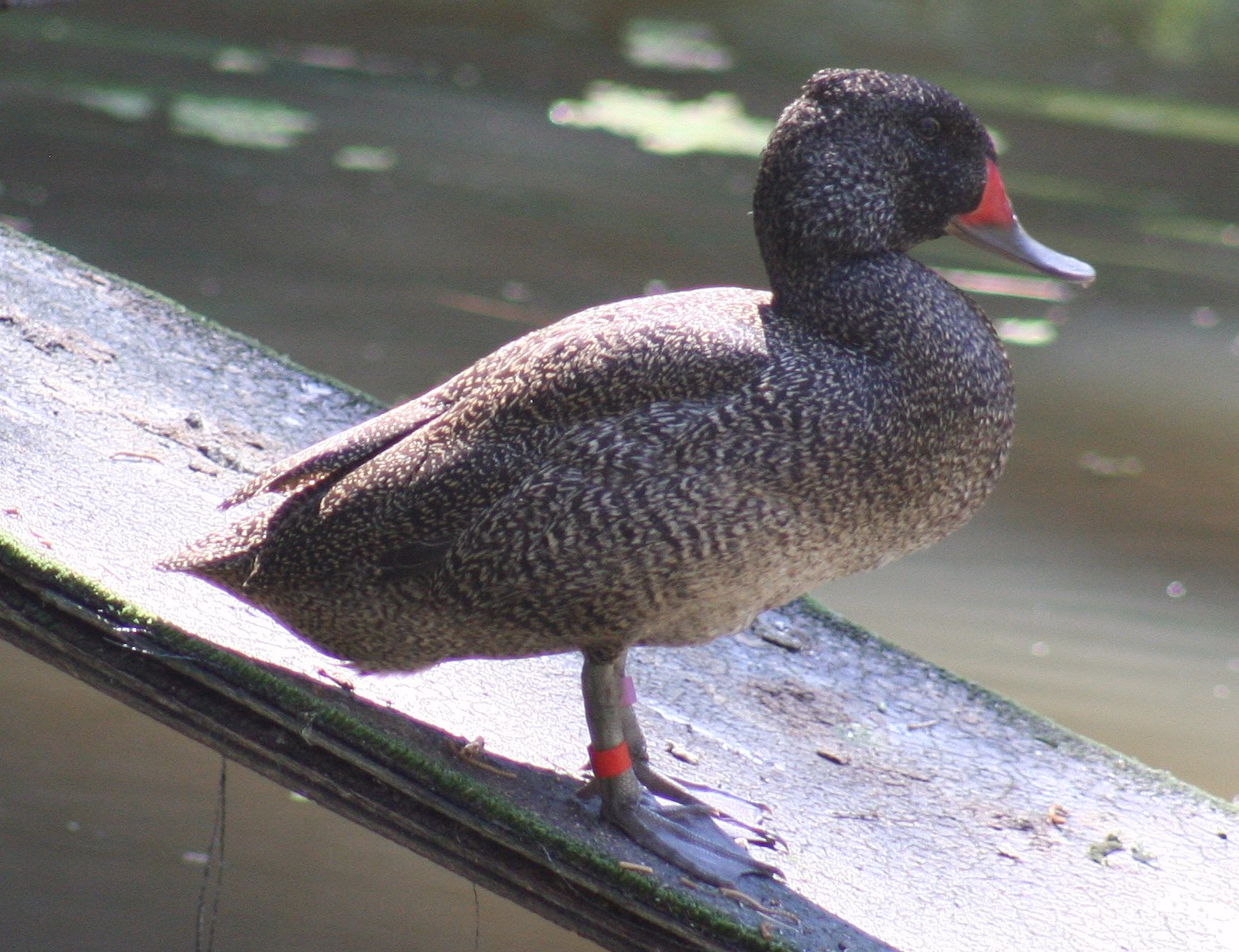

Affengänse sind überwiegend monogame Vögel, die Paarbindung besteht aber nur kurzfristig. Bei in Gefangenschaft gehaltenen Affengänsen hat man einige Hinweise darauf gefunden, dass einige polygam sind. Es gilt als wahrscheinlich, dass dieses Verhalten auch in freier Wildbahn auftritt. Affengänse sind nicht territorial, Männchen verteidigen gelegentlich die unmittelbare Umgebung ihres Nestes und Weibchen gelegentlich die unmittelbare Umgebung ihres Nachwuchses.
Die Fortpflanzungszeit wird von den periodischen Niederschlägen bestimmt und reicht gewöhnlich von Juni bis Dezember. Nester befinden sich im Flachwasserbereich in der Sumpfvegetation, zwischen angeschwemmtem Pflanzenmaterial. Affengänse nutzen gelegentlich aber auch die aufgegebenen Nester von Blässhühnern. Das Nest wird durch das Männchen gebaut, das etwa einen Monat währende Bebrüten sowie die Aufzucht der Jungen obliegt dagegen ausschließlich dem Weibchen. Männchen verlassen das Weibchen in der Regel während der ersten Woche der Brut. Sie gehen dann mit einem anderen Weibchen eine Paarbindung ein. Es kommt gelegentlich vor, dass sich das Männchen mit dem ersten Weibchen erneut verpaart, wenn die Küken mindestens vierzig Tage alt sind und die Lebensraumbedingungen die Aufzucht einer zweiten Brut erlauben.
Das Gelege einer Affengans umfasst gewöhnlich zwischen fünf und sieben Eier. Bei in Gefangenschaft gehaltenen Affengänsen hat man beobachtet, dass Weibchen gelegentlich Eier in die Nester anderer Affengänse legen. Sie legen täglich etwa ein Ei, das Gelege wird ca. 28 Tage bebrütet, die Weibchen beginnen mit der Brut häufig vor der Ablage des letzten Eis. 
Die Küken werden im Seichtwasser entlang schlammiger Ufersäume aufgezogen. Dort suchen die Küken schwimmend und watend sowie im Seichtwasser auch gründelnd nach feinsten Nahrungspartikeln. Sie sind mit etwa neun Wochen in der Lage zu fliegen.

## Schutzstatus

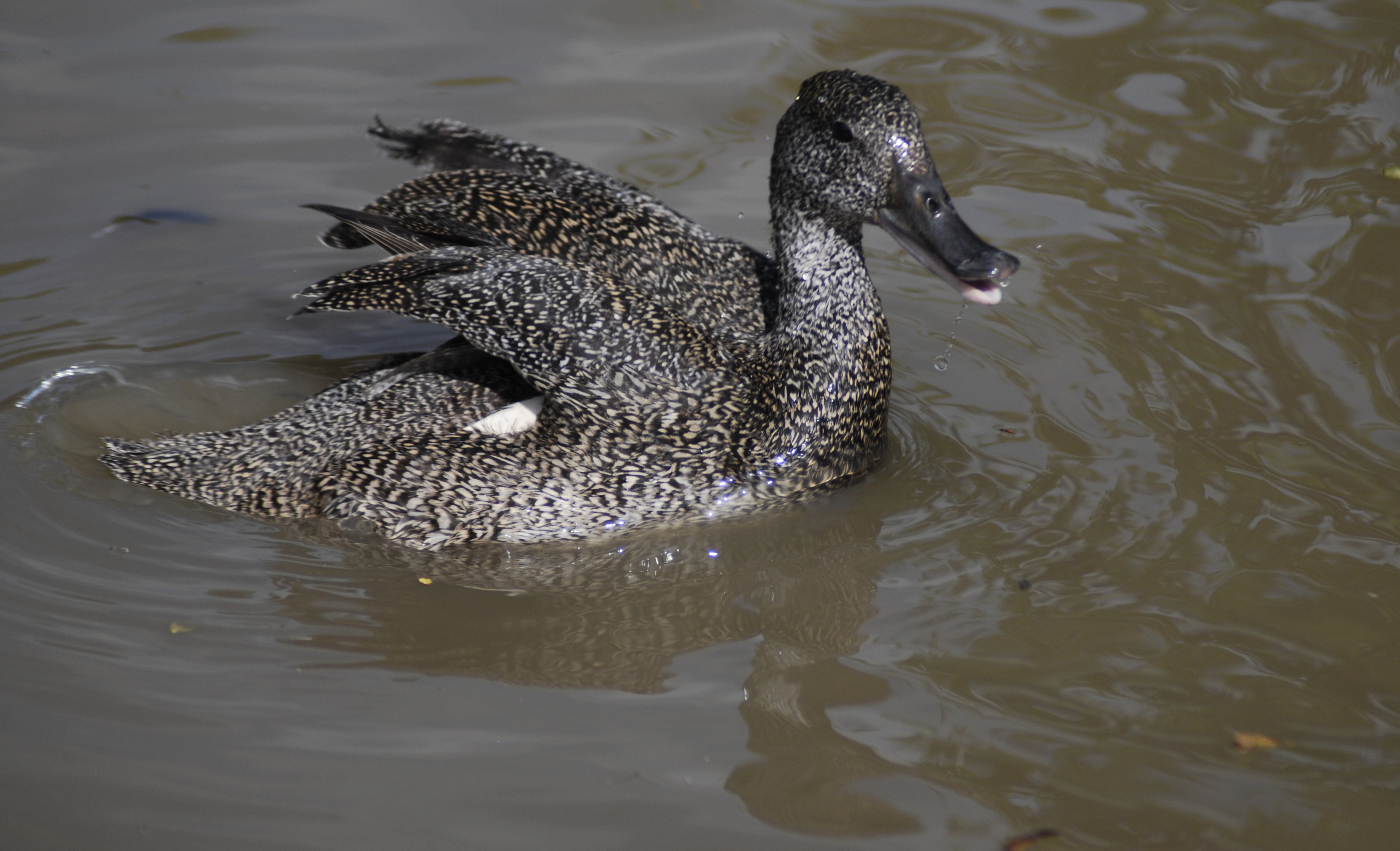
Affengans, Slimbridge, Wildfowl and Wetlands Trust

Die Art gilt heute wegen Bejagung, in erster Linie aber wegen des Verschwindens ihres Lebensraumes als gefährdet. In Australien steht sie unter Schutz, sie wird aber gelegentlich geschossen, weil sie mit Augenbrauenenten und Weißkehlenten verwechselt wird. Die Affengans ist während der Jagdsaison besonders gefährdet, weil sie in dieser Zeit in großer Zahl auf verhältnismäßig wenige Gewässer begrenzt ist. Auffliegende Affengänse gewinnen außerdem nur langsam an Höhe. Während der langen Trockenzeit in den Jahren 1979 bis 1983 wurden trotz des Schutzstatus mindestens 4,5 Prozent der Population geschossen. Im australischen Bundesstaat Victoria hat man deswegen bereits in den 1980er Jahren begonnen, Gewässer mit einem hohen Bestand an Affengänsen von der Bejagung auszuschließen. Bewerber um Jagdlizenzen müssen seit 1989 außerdem einen Test absolvieren, inwieweit sie die einzelnen Entenarten unterscheiden können.

## Systematik
Die Affengans erinnert in vielem an die Schwimmenten. Dies ist vor allem auf ihre kurzen Beine zurückzuführen. Sie wird aber in eine eigene Familie gestellt, da sie sehr viele primitive Merkmale aufweist, die bei den Schwimmenten nicht vorhanden sind. Dazu zählen der einfach aufgebaute Stimmkopf, das nicht schimmernde Gefieder, das nahezu vollständige Fehlen eines Geschlechtsdimorphismus, der Aufbau der Tarsi und insbesondere der aufgeworfene Schnabel.
Die Einordnung der Affengans innerhalb der Familie der Entenvögel ist umstritten. Einige Autoren haben sie in die Nähe der Pfeifgänse gestellt. Andere sehen eher eine Verwandtschaft zu den Anatinae, den Ruderenten oder den Kasarkas. Sie wird jedoch überwiegend als entfernte Verwandte der Gänse und Schwäne eingeordnet. Eine nahe rezente Form innerhalb der Entenvögel fehlt. Die rote Basis des Schnabels legt jedoch möglicherweise eine entfernte Verwandtschaft auch zu der Kuckucksente nahe.

## Haltung
Die Affengans gehörte bis spät ins 20. Jahrhundert nicht zu dem in Europa gehaltenen Wassergeflügel. In Australien gelang die Welterstzucht erst 1985 mit Affengänsen, die aus gesammelten Eiern großgezogen worden sind. Ihre Haltung ist in Australien verhältnismäßig weit verbreitet. Der Wildfowl and Wetlands Trust erhielt 1985 als erste Einrichtung außerhalb Australiens zwei Weibchen und ein Männchen, mit denen der Trust erstmals 1992 züchten konnte. Bereits 1993 wuchsen dort 23 Jungvögel auf.

## Belege